# 前737年
| 千纪： | 前1千纪 |
| 世纪： | 前9世纪 \| 前8世纪 \| 前7世纪 |
| 年代： | 前760年代 \| 前750年代 \| 前740年代 \| 前730年代 \| 前720年代 \| 前710年代 \| 前700年代 |
| 年份： | 前742年 \| 前741年 \| 前740年 \| 前739年 \| 前738年 \| 前737年 \| 前736年 \| 前735年 \| 前734年 \| 前733年 \| 前732年 |
| 纪年： | 甲辰年（龍年）；周平王三十四年；魯惠公三十二年；齊莊公五十八年；晉孝侯二年；曲沃桓叔八年；秦文公二十九年；楚武王四年；宋宣公十一年；衛莊公二十一年；陳桓公八年；蔡宣公十三年；曹桓公二十年；鄭莊公七年；燕鄭侯二十八年；杞武公十四年 |